# Conseil de régence portugais (1807)
Le Conseil de régence portugais de 1807 est l'institution mise en place par le prince-régent Jean de Portugal pour gouverner le royaume en l'absence de la famille souveraine. Nommé le 26 novembre 1807, soit trois jours avant le départ de la Cour portugaise au Brésil, le Conseil de régence est renversé par le général Junot au moment de l'invasion du pays par les armées napoléoniennes. Restauré le 15 septembre 1808, il subit alors quelques modifications mais conserve à sa tête le marquis d'Abrantes.